# Station Uzumasa Tenjingawa
Station Uzumasa Tenjingawa (太秦天神川駅, Uzumasa Tenjingawa-eki) is een metrostation in de wijk Ukyō-ku in de Japanse stad Kyoto. Het wordt aangedaan door de Tōzai-lijn, waar dit station het eindpunt van is. Het station heeft twee sporen, gelegen aan een enkel eilandperron.

## Treindienst

### Metro van Kioto
Het station heeft het nummer T17.
| 1,2 | ■ Tōzai-lijn | richting Karasuma Oike, Yamashina en Rokujizō |

## Geschiedenis
Het station werd in 2008 geopend.

## Overig openbaar vervoer
Bussen 8, 11, 27, 70, 71, 72, 73, 75, 80, 81, 83, 84 en 93. 
 Halte Randen-Tenjingawa aan de Keifuku-tramlijn.

## Stationsomgeving
- Stadsdeelkantoor van Ukyō-ku.
- Fabriek van Dai Nippon Printing
- Fabriek van Mitsubishi
- Kioto Universiteit voor buitenlandse studies
- Tenjin-rivier
- Fresco (supermarkt)
- Daily Yamazaki

Rokujizō · Ishida · Daigo · Ono · Nagitsuji · Higashino · Yamashina · Misasagi · Keage · Higashiyama · Sanjō Keihan · Kyoto Shiyakusho-mae · Karasuma Oike · Nijōjō-mae · Nijō · Nishiōji Oike · Uzumasa Tenjingawa